# Approche systémique
Pour les articles homonymes, voir Systémique (homonymie).
L’approche systémique, parfois nommée  analyse systémique, est un champ interdisciplinaire relatif à l'étude d'objets dans leur complexité. Pour tenter d'appréhender cet objet d'étude dans son environnement, dans son fonctionnement, dans ses mécanismes, dans ce qui n'apparait pas en faisant la somme de ses parties, cette démarche vise par exemple à identifier :
- la « finalité » du système (téléologie) ;
- les niveaux d'organisation ;
- les états stables possibles ;
- les échanges entre les parties ;
- les facteurs d'équilibre et de déséquilibre ;
- les boucles logiques et leur dynamique, etc.

Le plus souvent, les principes sont utilisés sans être nommés, voire sans être identifiés. Les terminologies « approche systémique » et « analyse systémique » sont donc employées plus couramment dans certains domaines d'application que dans d'autres, pour y faire expressément référence, mais il existe bien une unité dont on peut identifier les articulations historiques.

## Histoire
Ce type d'approche peut être associé à des cultures et des philosophies antiques, mais s'il n'y a pas d'origine fixe on peut identifier une multitude de domaines des sciences contemporaines dans lesquels est apparu au cours du XXe siècle le besoin de considérer les choses selon des approches nouvelles.
On peut isoler des éléments fondateurs en distinguant leur façon d'aborder ce qui est analysé, par exemple : 
- les principes internes qui constituent et délimitent un système. C'est le domaine du structuralisme mis en lumière par Ferdinand de Saussure dans la linguistique entre 1906 et 1911 dans son Cours de linguistique générale[2] ;
- l'information véhiculée dans les échanges. C'est ce à quoi s'attache exclusivement la cybernétique comme elle est présentée par Norbert Wiener en 1948[3] ;
- les rapports entre tous les niveaux d'organisation. C'est notamment la General System Theory de Bertalanffy qui le représente au travers de la Biologie en 1968[4].

Ces trois embranchements sont reconnus, mais on pourrait en dénombrer d'autres, et chacune de ces branches s'est développée indépendamment des autres et en interactions avec les autres. Le cycle des conférences Macy de 1942 à 1953 est connu comme un point de jonction particulièrement important dans la réunion de ces principes interdisciplinaires, mais les interpénétrations des différentes écoles de pensée se sont faites dans la durée. C'est le travail de Bertalanffy, qui en présente une globalité, qui est généralement considéré comme l'origine de la systémique en tant que discipline à part entière.
Pour représenter la complexité de ce que recouvre l'apparition de l'approche systémique, on peut identifier dans l'évolution des idées et des concepts des chemins qui balayent les différents domaines des sciences. À pondérer très largement car si chaque étape représente des logiques d'influence raisonnablement pertinentes, aucune ne peut être considérée comme la cause unique de la suivante :
- le principe physiologique d'homéostasie de Claude Bernard est une des premières mises en évidence des mécanismes de causalité circulaires étudiés à l'ouverture des conférences Macy qui sont la source principale de la conceptualisation de la cybernétique et de boucles logiques d'information, origine incontestable de l'informatique (mot issue de la contraction de Information automatique), et par là de tout ce qui touche à l'intelligence artificielle ;
- dans le sens opposé des sciences exactes vers les sciences humaines on peut partir des idées de la thèse de Louis Couffignal L'analyse mécanique, application aux machines à calculer et à la mécanique céleste de 1938, noter leur transposition au système nerveux humain avec Louis Lapicque en 1941, les échanges avec Norbert Wiener en 1946 juste avant la formalisation de la cybernétique, son influence sur les travaux de Gregory Bateson et donc sur l'apparition des notions de double contrainte et d'analyse systémique au sens thérapeutique utilisées par exemple par Paul Watzlawick ;
- dans le domaine des sciences sociales (en psychologie notamment), c'est le courant de pensée connu sous l'étiquette d'école de Palo Alto qui, sous l'impulsion de Gregory Bateson, a jeté les bases d'une approche systémique et interactionniste des phénomènes humains (cf. L'école de Palo Alto, coll. « Que sais-je ? »). Cette perspective a révolutionné les sciences de l'homme et de la société et a rendus caducs la plupart des modèles antérieurs.

## Domaines d’application
La méthode cartésienne de réduction de la complexité à des composants élémentaires est adaptée à l'étude des systèmes stables constitués par un nombre limité d'éléments en interactions linéaires (décrites par des lois mathématiques proportionnelles, additives), mais, elle ne convient pas pour l'étude des systèmes passé un certain niveau de complexité, d'incertitude et de possible logique émergente, comme c'est le cas en biologie, en économie ou dans les systèmes sociaux.
Une autre approche est requise, fondée sur de nouvelles représentations de la réalité, prenant en compte l’instabilité, la fluctuation, le chaos, le désordre, le flou, l’ouverture, la créativité, la contradiction, l’ambiguïté, le paradoxe.
Pour rendre compte de la complexité, la systémique impose l'appréhension concrète de concepts qui lui sont propres : vision globale, système, niveau d'organisation, interaction, rétroaction, régulation, finalité, évolution.
Elle prend forme dans le processus de modélisation, qui utilise le langage graphique et permet l'élaboration de modèles qualitatifs (en forme de « cartes ») et la construction de modèles dynamiques, quantifiés, opérables sur ordinateur et débouchant sur la simulation.
« Dans la conjoncture actuelle pleine de flou et d'incertitude, la modélisation systémique est un outil précieux pour décider et pour agir. Elle pousse le sujet à réfléchir à sa finalité personnelle et professionnelle au sein d'un contexte mouvant, avec de nombreux paramètres externes, et redonne ainsi au sujet une place d'acteur en lui fournissant une grille de lecture et d'action sur la complexité. Ce qui est vrai à un niveau individuel l'est également au niveau d'un territoire, d'un État... Plus le système considéré est grand et plus les acteurs sont nombreux, plus grande est la difficulté, mais plus grand est l'enjeu. ».
La démarche systémique actuelle est associée à la mondialisation qui a stimulé la prise de conscience de la complexité (du cosmos, des organismes vivants, des sociétés humaines, et des systèmes artificiels conçus par les hommes). Elle a évolué vers l'étude de la complexité, avec une attention particulière aux systèmes dynamiques (= évolutifs). Elle a donné lieu à de nombreuses applications, en biologie, en écologie, en économie, dans le management des organisations , celui des équipes et la gestion de situations managériales, l'urbanisme, l'aménagement du territoire et les thérapies familiales entre autres.

## L'approche systémique: un «savoir-être»
Un savoir-être, à la fois en tant que comportement de la personne qui agit pour penser le système que le comportement du système lui-même, que le comportement à mettre en œuvre par les acteurs qui veulent instituer ce « nouveau savoir-penser », cette façon novatrice de se représenter un système. Le savoir-être se situe essentiellement dans un nouveau regard porté sur les systèmes humains. Ce savoir-être consiste à appréhender les composants fondamentaux du référentiel d'accès à la complexité. Il ne s'agit pas de comprendre en analysant chaque partie du système, mais bien d'avoir une vision globale des sous-systèmes appartenant au système à considérer et de leurs interactions récurrentes.

### Globalité
- Le tout est, à la fois, plus et moins que la somme de ses parties.
- Le tout est un ensemble non réductible à la somme de ses éléments du fait des interactions multiples et variées qui l'organisent. On peut donc le considérer comme une globalité et non comme une totalité. Ceci nous conduit à repérer, dans un ensemble, le système pertinent qui nous intéressera afin d'éviter de se laisser engloutir par la complexité[11].

### Interaction
- La complexité est contenue dans chaque relation entre les constituants du système (modules considérés à leur niveau élémentaire)[12] : "les acteurs et le système"[13].
- Connaître la nature et la forme d'une interaction est plus important que connaître la nature de chaque composant du système[14].
- Une observation attentive montre que les échanges et les comportements, souvent spontanés et inconscients, sont en fait structurés et se répètent. Ces répétitions, appelées "redondances interactionnelles" par l'École de Palo Alto, correspondent bien aux interactions récurrentes, caractéristiques de l'organisation d'un système. Leur identification permet d'accéder à la partie stable de sa complexité. Avoir un regard systémique consiste ici à se centrer sur la structuration des contenus. On s'attache au "comment" se déroulent les échanges par rapport à un objectif et non à leur objet ou à l'analyse des causes de leur fonctionnement[11].

## L'approche systémique: un savoir
(corps de connaissance constituant un ensemble « ouvert » de concepts)

### Finalité
(à laquelle on peut rattacher les notions de projet et de but)
Selon la définition restrictive de J. de Rosnay, tout système poursuit un but ou finalité propre. "En effet, c'est à partir du résultat souhaité que les individus vont parvenir à se détacher des habitudes pour se projeter dans un futur désiré. Ce futur désiré n'est autre que la finalité ou projet".Face à un "objet" à modéliser, le modélisateur se doit de se poser la question "pour quoi faire ?" avant de se demander "comment ça marche ?".
Pour les systèmes mécaniques, tous conçus et fabriqués par les hommes, on parle d'utilité. Pour les systèmes vivants et composés de personnes, le mot finalité est plus approprié, d'autant que les finalités sont généralement multiples. Ainsi du point de vue de l'employé, l'entreprise sert à gagner sa vie, du point de vue de l'actionnaire elle sert à engranger des profits, du point de vue du chercheur, c'est un champ d'action pour sa créativité, etc. Certaines de ces finalités sont typiquement plus conscientes que d'autres. Les finalités d'un système social ouvert vont s'articuler les unes avec les autres et préserver une certaine cohérence dans le temps malgré les pressions de l'environnement. Il y a auto-organisation et adaptation des moyens pour assurer la survie et le développement du système. Dominique Bériot souligne qu'une finalité peut sembler prépondérante et jouer le rôle d'attracteur de cohérence comportemental. On cherchera à l'identifier en observant le comportement spontané du système ainsi que l’intentionnalité, choisie ou imposée affichée par les acteurs du système. Cette position dominante d'une finalité qui structure le système ne doit pas faire oublier la pluralité de finalités inhérente à tout système social. Car cette pluralité est susceptible de créer des tensions à l'intérieur du système voire de déstructurer le système ou de renverser son ordre de priorités. Les avancées de la thermodynamique dissipative et du principe de "production maximale d'entropie" comme conséquence du second principe qui décrit l'évolution de tout système isolé vers un état d'uniformité (entropie maximale) permettent à présent de rendre compte de la dimension purement matérielle de la finalité des systèmes organisés naturels, du cyclone aux organisations sociétales humaines.

### Variété
C'est le nombre de configurations possibles du système.
Cela peut se traduire par le théorème suivant : « Si un sous système régulateur n'est pas aussi hétérogène que le système qu'il régule alors il n'aura tendance à ne réguler que la part du système homogène avec lui ».
« Pour conserver la variété, il faut éviter la centralisation. Un des facteurs d'échec des grandes organisations est souvent la trop grande centralisation. Les décisions prises au niveau central, indépendamment des particularismes  locaux du terrain, s'avèrent souvent inappropriées... »

### Ouverture et fermeture
Un système peut être fermé, auquel cas il n'échange aucune matière avec son environnement, mais seulement de l'énergie. Il est à noter qu'en matière de modélisation des systèmes, les modèles sont très souvent fermés et non ouverts, et l'on considère que cette fermeture, sur l'intervalle de temps simulé, est acceptable (ne biaise pas significativement les résultats).

### Niveau de modélisation
La modélisation systémique est une étape de la démarche scientifique qui consiste à décrire les phénomènes physiques sous forme de systèmes. La difficulté majeure pour modéliser un système est de trouver le bon niveau de modèle : ni trop simple afin de rendre compte de l'ensemble des observations physiques, ni trop complexe afin de pouvoir ajuster facilement les paramètres du modèle en fonction des observations.
Pour rappel, la démarche scientifique comprend principalement six étapes :
```
   1. Observation et mesure d'un phénomène ;
   2. Modélisation systémique et formulation d'une théorie la plus simple rendant correctement compte de tous les faits observés ;
   3. Expérimentation et validation de la théorie ;
   4. Comparaison avec les théories existantes ;
   5. Communication des résultats obtenus à ses pairs pour revalidations et éventuelles critiques ;
   6. Utilisation de la théorie afin de prédire ou de reproduire le phénomène.
```

A noter que toute critique doit être constructive pour être recevable, c'est-à-dire être factuelle, sans jugement de valeur et sans propos ironiques ou irrespectueux, bref être digne du critiqueur.

### Modélisation et urbanisme
La modélisation systémique a pour objet également de découper les systèmes en sous-systèmes de façon optimale selon quatre grands principes d'urbanisme des systèmes :
1. "Diviser pour régner" ou principe de modularité. Le but est de découper le système en sous-systèmes de taille optimale et ayant chacun son autonomie d’exploitation et d’utilisation.
L'indisponibilité temporaire d'un sous-système n'empêche pas les autres sous-systèmes de fonctionner.
2. "Regrouper pour simplifier" ou principe de subsidiarité. Le but est de mutualiser ce qui peut l'être et de traiter chaque spécificité en différentiel par rapport au cas général.
La complexité est isolée dans des sous-systèmes de cas particuliers facilement maîtrisables et ne faisant pas courir de risque aux sous-systèmes génériques.
3. "Répartir pour mieux communiquer" ou principe de réduction des adhérences. Le but est de minimiser les adhérences entre sous-systèmes et de compenser par une coopération dynamique entre eux.
Les données échangées entre sous-systèmes ne sont créées et modifiées que dans un seul sous-système (notion de sous-système propriétaire).
Les échanges d'information entre sous-systèmes se font via des interfaces standardisés.
4. "Commencer petit mais voir grand" ou principe de progressivité. Le but est de prévoir une évolution du système par étapes et à partir de l'existant.

### Domaines d’application
- archéologie, urbanisme,
- automatique, informatique, organisation du travail dans les entreprises et les administrations,
- biologie, neurosciences,
- économie notamment pour l'analyse de la valeur,
- marketing, management des organisations,
- Gestion des situations managériales,
- sociologie, psychologie, psychologie sociale,
- écopolitique de la Théorie des contextes.
- Ergonomie

### Thèmes connexes
- Cybernétique
- Technologie
- Théorie du chaos
- Affaire Sokal
- Analyse décisionnelle des systèmes complexes

### Outils
- Logique floue
- Méthodes d'analyse et de conception
- Rétropropagation du gradient d'erreur
- Théorème de Cox-Jaynes

### Autres thèmes
- Constructivisme radical
- Complexité
- Émergence
- Sociologie des organisations

### Origine
- Systémique